# 奧塞爾德
22°32′11″N 14°17′9″W / 22.53639°N 14.28583°W
奧塞爾德（阿拉伯语：‎），是摩洛哥的城鎮，位於該國南部，由達赫拉-黃金谷地大區負責管轄，是奧塞爾德省的首府，海拔高度456米，2014年該城鎮人口5,822。位于摩洛哥实际上的南部边界沙墙附近。